# Aalter
Aalter je belgická obec ve Vlámském regionu v provincii Východní Flandry. Obec má přibližně 19 500 obyvatel (2010).[zdroj?]

## Části obce
Od 1. ledna 1977 obec Aalter sestává z těchto částí (bývalých obcí):
- Aalter
- Belleme
- Lotenhulle
- Poeke